# Shahed 136
Le Shahed 136 (en persan : شاهد ۱۳۶, littéralement : « Témoin ») est une munition rôdeuse fabriquée par l'Iran et présentée pour la première fois en 2020.
Son prix est d'environ 20 000 dollars.

## Configuration
Le drone est en forme d'aile delta. La section du nez contient l'ogive ainsi que les optiques nécessaires à une attaque de précision. Le moteur se trouve à l'arrière du fuselage et entraîne une hélice propulsive bipale,.

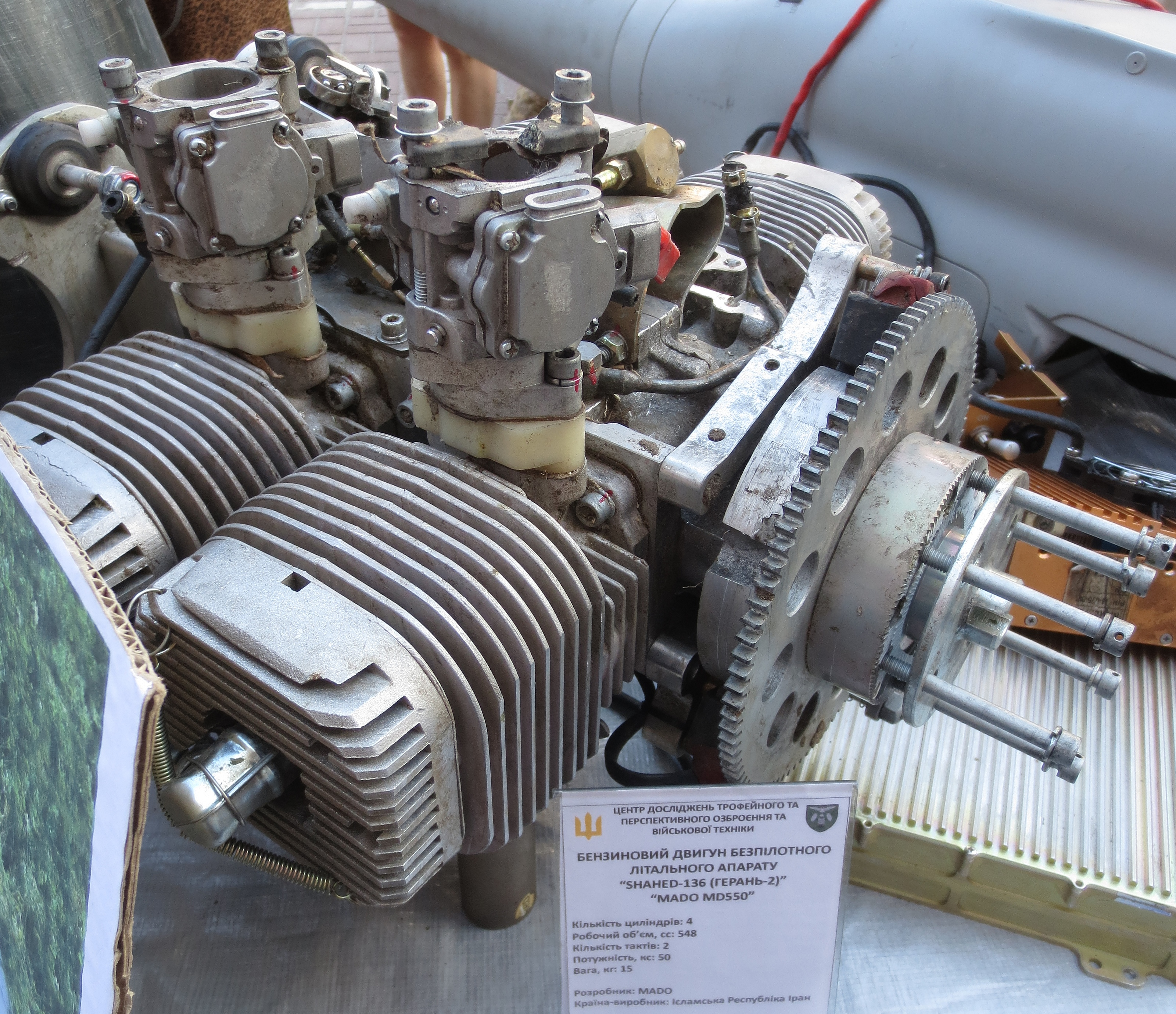
Le groupe moteur.

Le drone mesure 3,50 m de long avec une envergure de 2,50 m. Il a une masse d'environ 200 kg et vole à plus de 185 km/h. Selon certaines informations l'ogive contiendrait jusqu'à 40 kg d'explosif. L'hélice est entraînée par un moteur thermique iranien Mado MD 550, possiblement dérivé du moteur d'avion allemand L550e conçu par Limbach Flugmotoren. Ce moteur de 50 cv est un quatre cylindres à plat, deux temps, refroidi par air, dont le bruit se rapproche de celui d'un cyclomoteur ou d'une tondeuse à gazon.
Les drones utilisent un système de navigation et de positionnement par satellites (GNSS) et des systèmes de guidage inertiel pour attaquer à des coordonnées géographiques spécifiques. Ils peuvent également être équipés d'un chercheur infrarouge d'imagerie (IIR) ou antiradar pour l'identification des cibles et la suppression des défenses aériennes. Cela signifie qu'ils ne sont efficaces que contre des cibles fixes présélectionnées (contrairement aux drones « kamikazes », qui peuvent sélectionner leurs propres cibles statiques ou mobiles). Certains militaires préconisent l'utilisation de ces drones en tandem avec des drones de reconnaissance afin de mettre à jour en temps réel les coordonnées envoyées au drone et ainsi leur permettre d'atteindre des cibles mobiles.
Selon les Forces armées ukrainiennes le drone utilise beaucoup de composants civils ce qui le rend assez vulnérable aux contremesures électroniques. Cependant en cas de brouillage le drone peut toujours se servir de son système de navigation inertielle, mais la précision en serait grandement réduite.
Sa portée revendiquée est de 2 500 km,. Il a parcouru plus de 1700 km lors de l'opération « Promesse honnête ».
Il est lancé depuis une plateforme terrestre ou installée sur un camion qui peut lancer une salve de cinq drones. Le drone utilise un système de décollage assisté par fusée (acronyme RATO en anglais) via une nacelle qui est installée sous le drone et qui se détache après le lancement,.

### Gueran 2
À partir de septembre 2022, le Shahed 136 est utilisé en Ukraine par les forces russes. Il sera produit plus tard par la Russie sous le nom de « Gueran-2 » (Geranium-2). La structure, l'électronique et la charge militaire de la munition sont adaptées aux besoins de l'armée russe. Depuis qu'ils ont reçu ces drones et que leur usine en Russie est opérationnelle plusieurs améliorations ont été apportées au Shahed, on ne dispose que de peu d'informations et tous les Gueran-2 que la Russie utilise en Ukraine ne prennent pas forcement en compte ces améliorations.
L'analyse des débris de la munition révèle des modifications de la structure par rapport au Shahed-136. Là où le Shahed-136 utilise une structure composite interne en nid d'abeille, le Geran-2 la remplace par une mousse polymère ou un coffrage vide. Le groupe Conflict Armament Reseach note également la présence d'un nouvel ordinateur de vol, ainsi qu'un système global de navigation satellitaire russe GLONASS « Kometa-M » résistant au brouillage, afin d'améliorer la portée, la résistance à la guerre électronique et la précision de la munition,. Il  a aussi été rapporté que le placement des composants à l'intérieur du drone a été modifié apportant une meilleure répartition de sa masse et donc une meilleure stabilité en vol.
Selon une enquête publiée en février 2023, CNN indique que l'ogive du Shahed a été modifiée pour maximiser l'effet destructeur de l'explosion dans une zone. Pour cela de nombreux petits fragments de métal ont été installés sur l'ogive pour se disperser lors de l'impact. L'objectif est de projeter des centaines de ces petits fragments pour un effet dévastateur de zone pour les installations techniques, notamment électriques : détruire des transformateurs, des câbles et des appareils techniques, et leur infliger des dégâts si importants que leur réparation est rendue extrêmement difficile et onéreuse,.

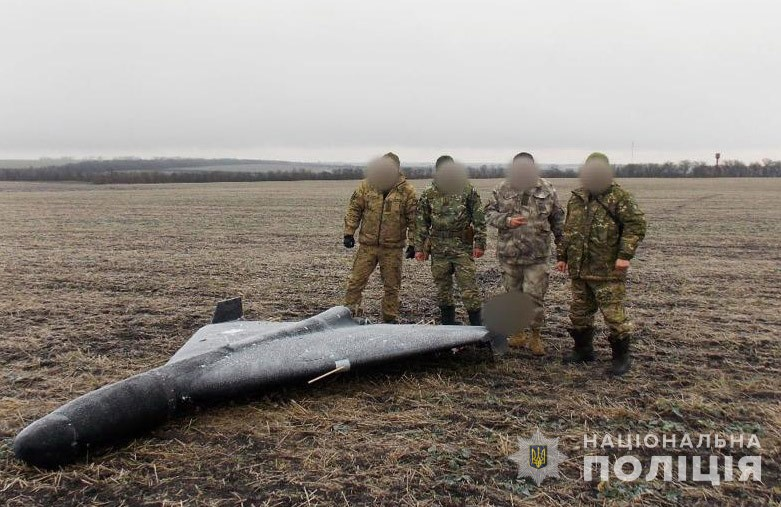
Geran-2 avec une peinture noire.

Une des premières modifications fut de changer la couleur du drone ; en changeant le matériau du fuselage les Russes ont aussi décidé de le repeindre en noir afin de compliquer la tache des défenses antiaériennes ennemies lors des attaques nocturnes.

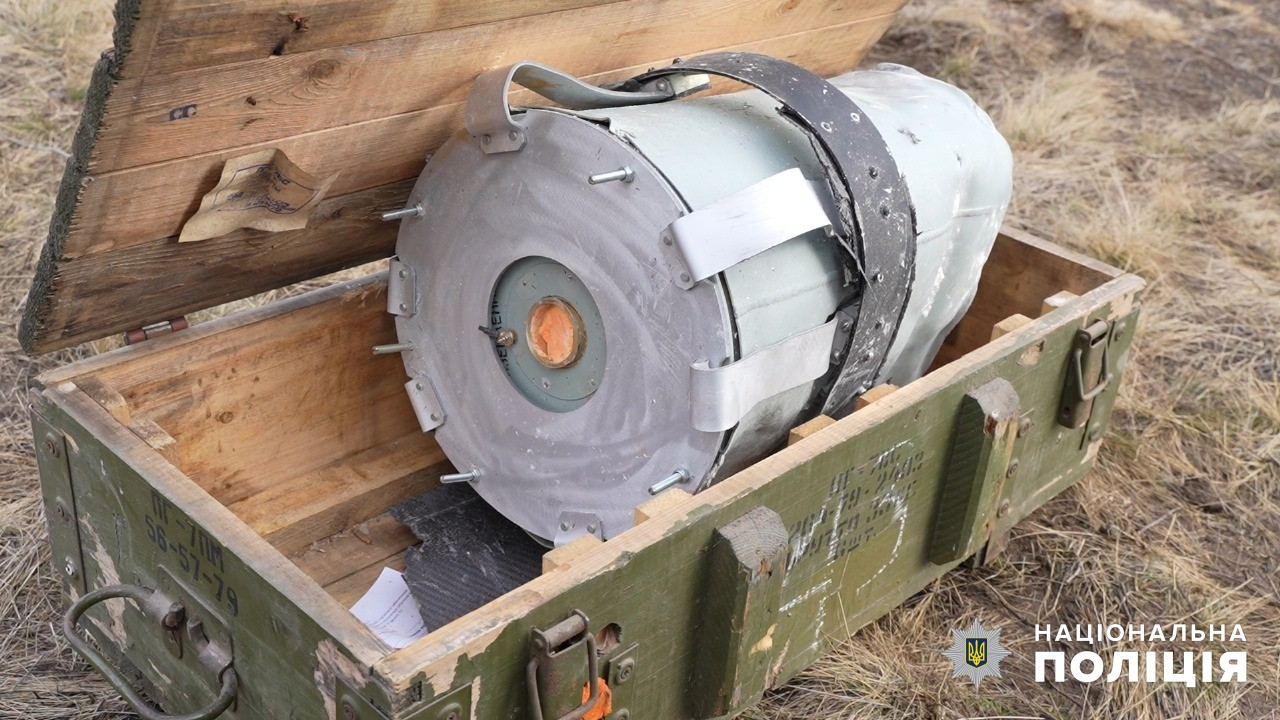
Ogive de Geran-2.

En mars 2024, l'Ukraine a abattu un Shahed 136 qui était équipé d'une caméra, on ne sait pas si le drone a conservé son ogive.
En avril 2024, il a été annoncé que la Russie avait encore développé et mis en service une 3eme génération d'ogive pour les Gueran 2. Selon les informations disponibles, la charge militaire a été augmentée passant de 50 kg à 90 kg et l'ogive est produite en plusieurs variantes : incendiaire, thermobarique et à fragmentation. Toutes ces améliorations permettent au Shahed 136 d'être beaucoup plus flexible dans son utilisation pouvant toucher de nouveaux types de cible tout en étant plus résistant à la guerre électronique et aux défenses antiaériennes.

### Sunflower 200
En août 2023, les Chinois présentent au forum Army 2023 le drone Sunflower 200 qui est une copie quasi conforme du Shahed 136. Les caractéristiques sont en grande partie les mêmes, à l’exception de la masse du drone, réduite à 175 kg pour le modèle chinois.

## Engagements

### Guerre civile yéménite
D'après le magazine américain Newsweek, le Shahed 136 est engagé fin 2020 au Yémen au cours de la guerre civile yéménite commencée en 2014.
Une expertise américaine conclut que l'attaque d'un pétrolier en juillet 2021 au large des côtes d'Oman s'est faite à l'aide d'un drone Shahed-136.

### Kurdistan irakien (2022)
Le drone est utilisé par l'Iran en 2022 contre le quartier général du mouvement séparatiste kurde Komala, situé dans le Kurdistan irakien.

### Invasion de l'Ukraine par la Russie (2022)
Il est engagé par l'armée russe à partir de septembre 2022 lors de l'invasion de l'Ukraine. Les renseignements américains estiment que plusieurs centaines d'exemplaires ont été livrés. Il est nommé Gueran-2 (russe : Герань-2, littéralement : géranium-2) par la Russie. Son coût est moindre que celui des missiles et sa simplicité permet de se passer de composants technologiques avancés soumis à des sanctions internationales.
Début septembre 2022, un appareil utilisé par les troupes russes aurait été abattu par l'armée ukrainienne près de Koupiansk. Un bâtiment administratif d'Odessa a été détruit par une attaque de drones kamikazes Shahed 136 le 25 septembre 2022.
Le 28 septembre 2022, deux douzaines de ces drones ont été tirés sur Odessa, l'Ukraine revendiquant l'interception de la moitié d'entre eux. L'appareil est difficile à intercepter car il vole à basse altitude, mais son vrombissement est entendu de loin. L'Ukraine souligne que son efficacité est assez faible mais que son effet psychologique sur la population civile est important.
Durant la nuit du 5 octobre 2022, toujours dans le contexte de l'invasion de l'Ukraine, six drones Geran-2 (Shahed 136) ont été tirés contre des objectifs situés à Bila Tserkva dans l'oblast de Kiev, à 80 km au sud de la capitale ukrainienne ; une personne a été blessée par ces frappes. C'est la première fois que la région de Kiev est touchée par des frappes de ces engins.
Selon le renseignement britannique, 60 % des drones Shahed-136 lancés par la Russie le 10 octobre 2022 auraient été interceptés. Les Britanniques soulignent que l'autonomie annoncée de 2 500 kilomètres est contre-balancée par le fait que le drone ne peut emporter qu'une faible charge explosive.
Le 13 octobre 2022, un MiG-29 ukrainien s'écrase à Vinnytsia en essayant d'abattre un Shahed-136 russe. Des analystes affirment que le drone a explosé près de l'avion et que les éclats (shrapnel) ont endommagé l'avion, ce qui a contraint le pilote à s'éjecter,.
Dans la matinée du 17 octobre, Kiev est de nouveau attaquée par plusieurs de ces drones, des vidéos mises en ligne sur les réseaux sociaux montrent encore une fois les drones en train de subir des tirs denses depuis le sol par des armes automatiques de petit calibre. Malgré la présence de systèmes de défense antiaérienne plus adaptés, les drones ont réussi à frapper plusieurs endroits, y compris les bureaux d'Ukrenergo, provoquant des pannes de courant dans de vastes régions. D'autres infrastructures énergétiques auraient également été attaquées. Quatre civils sont tués par la frappe,,.
Le 10 février 2023, l'armée ukrainienne affirme que sept drones Shahed ont été tirés par la Russie sur des infrastructures énergétiques dans les régions de Kharkiv et Zaporijjia.
Selon le gouvernement ukrainien en octobre 2022, la Russie aurait commandé 2 400 drones aux Iraniens.
Entre 2022 et mai 2024 4 000 drones Shahed ont été lancés sur l'Ukraine par la Russie. L'usine de la zone économique spéciale d'Alabouga (en) est prévue pour en fabriquer 6 500 exemplaires par an.

### Crise de la mer Rouge
En 2023 les militants de Ansar Allah (Houthis) utilisent des drones Shahed-136 pour cibler des navires commerciaux et de guerre dans la mer rouge,.

## Opérateurs
- Iran
  - Marine du corps des gardiens de la révolution islamique
  - Force aérospatiale du corps des gardiens de la révolution islamique
- Houthis : combattants au Yémen
- Russie sous le nom de Gueran-2

### Opérateur potentiel
- Serbie[42]